# Lebjazsjei járás (Kirovi terület)

A Lebjazsjei járás a Kirovi területen

A Lebjazsjei járás (oroszul Лебяжский район) Oroszország egyik járása a Kirovi területen. Székhelye Lebjazsje .

## Népesség
- 1989-ben 12 414 lakosa volt.
- 2002-ben 11 176 lakosa volt, melynek 9%-a mari.
- 2010-ben 8 700 lakosa volt, melyből 7 051 orosz, 1 246 mari.